# Karoonda
Karoonda är en ort i Australien. Den ligger i kommunen Karoonda East Murray och delstaten South Australia, omkring 120 kilometer öster om delstatshuvudstaden Adelaide. Antalet invånare är 513.
Trakten runt Karoonda är nära nog obefolkad, med mindre än två invånare per kvadratkilometer.. Karoonda är det största samhället i trakten.
Trakten runt Karoonda består till största delen av jordbruksmark. Genomsnittlig årsnederbörd är 455 millimeter. Den regnigaste månaden är juni, med i genomsnitt 73 mm nederbörd, och den torraste är december, med 14 mm nederbörd.